# Ohio Scientific Inc.
Ohio Scientific, Inc. (OSI, originalment Ohio Scientific Instruments, Inc.), va ser una empresa d'informàtica americana de propietat privada amb seu a Ohio que va construir i comercialitzar sistemes informàtics des de 1975 a 1986. L'empresa va ser fundada per The Mike i Charity Cheiky el 1975 a Hiram, Ohio.
Els seus productes més coneguts eren la sèrie de microordinadors Challenger i ordinadors de placa única Superboard. L'empresa va ser la primera a comercialitzar microordinadors amb unitats de disc dur el 1977.

## Història
Ohio Scientific va ser fundada a Hiram, Ohio, el 1975 per Dale A. Dreisbach (c. 1909). – 16 de juny de 1987) i el marit i la dona Michael "Mike" Cheiky (1 de gener de 1952) – 7 de desembre de 2017) i Charity Cheiky (nascuda c. 1954). Mike Cheiky havia treballat a la Ohio Nuclear Company, amb seu a Solon, fabricants d'equips mèdics, com a director d'enginyeria, mentre que Charity Cheiky havia treballat a l'Acadèmia de la Reserva Occidental com a professora de matemàtiques i informàtica. :B3Dreisbach, mentrestant, era president i professor emèrit del departament de química de l' Hiram College ; els Cheiky s'havien conegut a l'Hiram College. Els tres van fundar Ohio Scientific amb un capital inicial d'entre 5.000 i 25.000 dòlars. :63
L'empresa es va equipar originàriament des del garatge de Cheiky i es dedicava a la producció d'ajudes didàctiques electròniques. El nom original de l'empresa —Ohio Scientific Instruments, Inc.— reflectia aquest propòsit inicial. Els primers productes que la companyia va llançar incloïen una calculadora que també ensenyava els conceptes bàsics d'estadístiques i un microordinador d'una sola placa. Aquest últim, anomenat Microcomputer Trainer Board i que incorpora un microprocessador MOS Technology 6502, va ser dissenyat per Mike, inspirat per la seva experiència amb miniordinadors basats en microprocessadors a la seva feina a Ohio Nuclear.
La majoria dels productes educatius es van vendre malament a causa de la manca d'un mercat local fort per a ells, segons Mike. No obstant això, el Microcomputer 

## Productes
La base de tots els productes OSI eren els microprocessadors MOS 6502, mentre que el producte Challenger III tenia tres microprocessadors (MOS 6502, Z 80 i 6800). L'empresa va lliurar sistemes amb esquemes electrònics complets a tots els seus clients.
- OSI Model 500 (ordinador de placa única primerenc, sense controlador de gràfics)
- Superboard II
- Challenger 1P
- Challenger 2P
- Challenger III
- Challenger 4P
- Challenger 8P

El Sistema operatiu de tots els sistemes OSI era sen: la ROM contenia una versió de Microsoft BASIC i un lector de casset. Els sistemes de disc tenien un DOS senzill que no tenia noms de fitxer sinó només un número de pista de disc. Es va aconsellar als usuaris que no escriguessin res a la pista 40, que se suposava que era la ubicació d'un directori que s'havia d'escriure manualment. Per cert, els sistemes de disquet eren millors que el sistema de casset, que tenia una velocitat de 1200 baudis.
Al sistema Challenger III era possible tenir tres sistemes operatius: OSI CP/M, OS-65D i OS-65U que tenien un DOS millor.